# Kuźnia (skała)

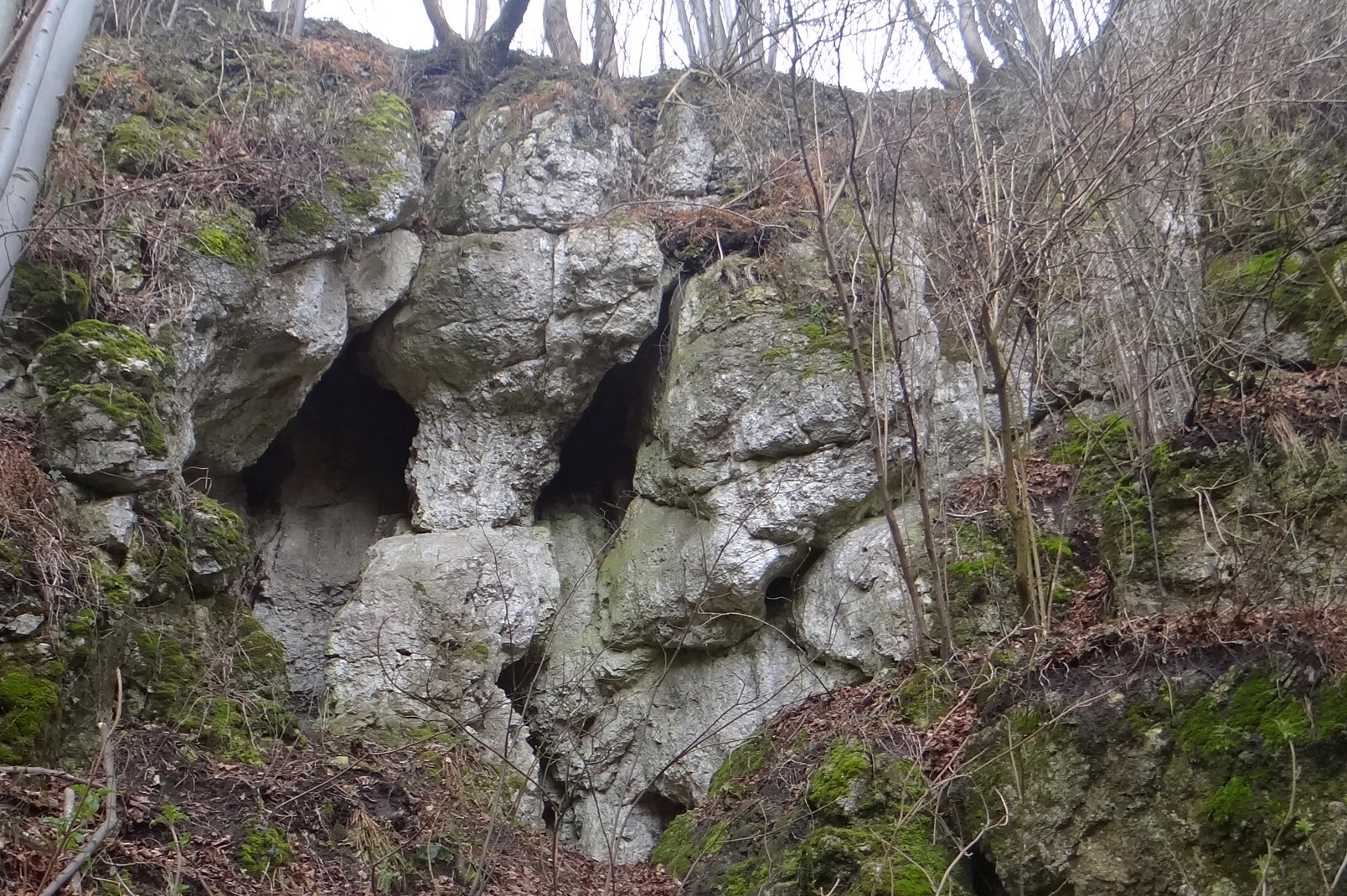

Kuźnia – skała w dolinie Wrzosy na Garbie Tenczyńskim (część Wyżyny Krakowsko-Częstochowskiej). Administracyjnie znajduje się w obrębie wsi Rybna w powiecie krakowskim, w gminie Czernichów.
Skała znajduje się w lesie, na lewym brzegu potoku Rudno. Zlokalizowana jest nieco z tyłu, tuż pod wierzchowiną, pomiędzy skałami Zig-Zak i Ołtarz. Ma tak charakterystyczne kształty, że jest łatwa rozpoznawalna. Znajduje się w niej Jaskinia na Wrzosach Północna z dwoma otworami przedzielonymi filarem. Skała zbudowana jest z twardych wapieni skalistych i jest obiektem wspinaczki skalnej. Są na niej 3 dróg wspinaczkowe o trudności V do VI.4+ w skali polskiej i jeden projekt. Drogi o wystawie północno-zachodniej z punktami asekuracyjnymi – mają spity (s) i dwa ringi zjazdowe (drz).
W dolinie Wrzosy jest 5 skał. W kolejności od północy na południe są to: Zig-Zak, Kuźnia, Ołtarz, Masyw Güllich, Wrzosy.

## Drogi wspinaczkowe
1. Portal mocy; VI.4+, 1s + drz, 8 m
2. Projekt; 8 m
3. Mors; VI.2, 3s + drz, 8 m
4. Bi line; VI.1, 3s + drz, 7 m
5. Gay line; V, 1s + drz, 7 m[3].